# Краљевац (Ровишће)
Краљевац је насељено место у општини Ровишће, у Бјеловарско-билогорској жупанији, Република Хрватска.

## Историја
До нове територијалне организације у Хрватској место је припадало бившој великој општини Бјеловар.

## Становништво
На попису становништва 2011. године, Краљевац је имао 402 становника.

## Попис1991.
На попису становништва 1991. године, насељено место Краљевац је имало 477 становника, следећег националног састава:
| Попис 1991.‍  | Попис 1991.‍  | Попис 1991.‍ | Попис 1991.‍ | Попис 1991.‍ |
| ------------ | ------------ | ----------- | ----------- | ----------- |
|              |              |             |             |             |
| Хрвати       | Хрвати       |             | 420         | 88,05%      |
| Југословени  | Југословени  |             | 23          | 4,82%       |
| Срби         | Срби         |             | 19          | 3,98%       |
| неопредељени | неопредељени |             | 15          | 3,14%       |
| укупно: 477  |              |             |             |             |